# Яцини
Яци́ни — село в Україні, у Пирятинській міській громаді Лубенського району Полтавської області на р. Многа. Населення становить 501 осіб. До 2020 року орган місцевого самоврядування — Білоцерківська сільська рада.

## Географія
Село Яцини знаходиться на берегах річки Многа, вище за течією на відстані 3 км розташоване село Білоцерківці, нижче за течією примикає село Бубни.

## Легенда про Яцини
Зроду-звіку, з незапам'ятних часів, жили наші мужні, волелюбні предки в рідному, вкритому барвистим цвітінням краї. Чимало суворих буревіїв провихрилось над цим давно залюдненим куточком, де б'є глаголом кожен камінь старої твердині, де живим голосом промовляє до нас кожен курган, кожна прабатьківська могила.
За народними переказами назва «Яцини» походить від прізвища козака Яцина, який у далекі часи жив на цій території.
Ходив зі своїми козаками Яцин у походи проти татар та турків, визволяв із неволі полонених. У таких походах славнозвісний козак назбирав коштів і оселився зі своїми товаришами на березі річки Многи. Вони допомагали Запорізькій Січі боротися з ворогами України, виробляли у поселенні порох.
Козак Яцин, оселившись тут, побудував хутір, який з часом розбудувався і на честь господаря назвали село Яцини.

## Історія
12 червня 2020 року, відповідно до розпорядження Кабінету Міністрів України № 721-р «Про визначення адміністративних центрів та затвердження територій територіальних громад Полтавської області», село увійшло до складу Пирятинської міської громади.
19 липня 2020 року, в результаті адміністративно - територіальної реформи та ліквідації Питятинського району, село увійшло до складу новоутвореного Лубенського району.

## Економіка
ПП «Зоря».

## Об'єкти соціальної сфери
- Школа.

## Населення
Згідно з переписом УРСР 1989 року чисельність наявного населення села становила 614 осіб, з яких 259 чоловіків та 355 жінок.
За переписом населення України 2001 року в селі мешкала 501 особа.

### Мова
Розподіл населення за рідною мовою за даними перепису 2001 року:
| Мова       | Відсоток |
| ---------- | -------- |
| українська | 98,00 %  |
| російська  | 1,40 %   |
| білоруська | 0,60 %   |

## Відомі люди

### Народились
- Коргун Михайло Васильович — художник-різьбяр. Заслужений майстер народної творчості України.